# Фридрих I фон Дипхолц
Фридрих I фон Дипхолц (на немски: Friedrich I von Diepholz; † 1529 в Есен) е граф и господар на Дипхолц-Бронкхорст.

## Произход
Той е син на граф и господар Рудолф IV (II) фон Дипхолц-Бронкхорст († сл. 1510) и съпругата му графиня Елизабет фон Липе († сл. 1527), вдовица на граф Йохан II фон Шпигелберг († 1480), дъщеря на Бернхард VII фон Липе († 1511) и графиня Анна фон Холщайн-Шауенбург († 1495).

## Фамилия
Фридрих I се жени на 29 март 1523 г. за графиня Ева фон Регенщайн († сл. 27 август 1537), дъщеря на граф Улрих IX фон Регенщайн-Бланкенбург († 1524) и Анна фон Хонщайн († 1539). Те имат един син:
- Рудолф V (VIII) (1524 – 1560), от 1530/1531 г. граф на Дипхолц-Бронкхорст (1529 – 1560), женен през 1549 г. в Нинбург за графиня Маргарета фон Хоя (1527 – 1596)